# Dieter Kaufmann (Prähistoriker)
Dieter Kaufmann (* 11. November 1941 in Misdroy, Landkreis Usedom-Wollin) ist ein deutscher Prähistoriker.

## Leben
Nach dem Besuch der Oberschule in Oschersleben/Bode studierte Kaufmann ab 1960 an der Karl-Marx-Universität Leipzig im Hauptfach Ur- und Frühgeschichte (bei Friedrich Behn, Heinz Arno Knorr und E. Hoffmann) und im Nebenfach Klassische Archäologie (bei Robert Heidenreich und Eberhard Paul). Der Abschluss erfolgte 1964 mit der Diplomarbeit „Die jungsteinzeitliche Besiedlung am unteren Bodelauf unter Berücksichtigung siedlungskundlicher Probleme“.
Von 1964 bis 1966 war er als wissenschaftlicher Mitarbeiter am Museum für Ur- und Frühgeschichte der Staatlichen Museen zu Berlin an der Neuordnung der 1958 von der Sowjetunion zurückgegebenen archäologischen Funde beteiligt. 1966 wechselte er als wissenschaftlicher Assistent an das Landesmuseum für Vorgeschichte Halle (Saale), um zunächst in der Bodendenkmalpflege des Bezirkes Halle mitzuarbeiten. Ab 1971 leitete er die Abteilung Ausstellungen/Führungen und Werbung. 1973 promovierte Kaufmann an der Philosophischen Fakultät der Martin-Luther-Universität Halle-Wittenberg mit der Dissertation „Wirtschaft und Kultur der Stichbandkeramiker im Saalegebiet“.
Seit 1974 auch stellvertretender Direktor des Halleschen Landesmuseums, leitete er bis 1977 weiterhin die Abteilung Ausstellungen/Führungen und Werbung. Ab 1. Juli 1980 mit der Wahrnehmung der Geschäfte des Direktors beauftragt, ernannte ihn der Minister für Hoch- und Fachschulwesen mit Wirkung vom 1. Januar 1981 zum Direktor des Landesmuseums für Vorgeschichte in Halle (Saale).
Von 1974 bis 1989 führte Kaufmann im Rahmen eines vom Direktorat für Forschung der Martin-Luther-Universität Halle-Wittenberg geförderten und finanzierten Forschungsprojektes Ausgrabungen im Bereich einer befestigten Siedlung der Linienbandkeramik bei Eilsleben durch. Über die Ergebnisse dieser Forschungsgrabung berichtete er unter anderem auf Tagungen in der Schweiz, der BRD, Österreich, Polen, Ungarn, der ČSSR, der Tschechischen Republik, den Niederlanden und der Slowakischen Republik. 1988 fand unter seiner Leitung eine internationale Tagung in Elbingerode über „Befestigte  neolithische und äneolithische Siedlungen und Plätze in Mitteleuropa“ statt.
Im Auftrag des Beirates für Bodendenkmalpflege beim Ministerium für das Hoch- und Fachschulwesen der DDR leitete Kaufmann eine Arbeitsgruppe, die eine Rechtsvorschrift zur Bodendenkmalpflege in der DDR erarbeitete, die die „Verordnung zum Schutze und zur Erhaltung der ur- und frühgeschichtlichen Bodenaltertümer“ vom 28. Mai 1954 ersetzen sollte. Diese neue Rechtsvorschrift konnte 1989 jedoch nicht mehr von der Volkskammer der DDR verabschiedet werden. Maßgeblichen Anteil hatte er auch an der Erarbeitung des Denkmalschutzgesetzes des Landes Sachsen-Anhalt, das am 29. Oktober 1991 in Kraft trat.
Aus privaten Gründen bat er den Minister für Bildung, Wissenschaft und Kultur des Landes Sachsen-Anhalt im April 1991 um Entpflichtung als Direktor des Landesmuseums für Vorgeschichte Halle (Saale), ein Amt, das er dann noch bis 1992 ausübte.
Vom 1. Juli 1992 bis zu seinem altersbedingten Ausscheiden im Jahre 2006 leitete er die Abteilung Landesmuseum/Ausstellungen und hatte maßgeblichen Anteil an der Gestaltung der Abschnitte Alt- und Mittelsteinzeit sowie Jungsteinzeit der neuen Dauerausstellung am Landesmuseum.
Seine Forschungsgebiete sind das Frühneolithikum vor allem in Mitteldeutschland, Kult und Religion der ältesten Bauern in Mitteleuropa sowie allgemein die Forschungsgeschichte. Auf dem Weltkongress der Archäologie in Bratislava wurde er 1991 in Anerkennung seiner Forschungen zum frühen Neolithikum als einziger ostdeutscher Archäologe in die Kommission „Neolithische Zivilisationen des Mittelmeerraumes und Europas“ gewählt.

## Mitgliedschaften
- 1980–1990 Mitglied des Beirates für Bodendenkmalpflege beim Ministerium für Hoch- und Fachschulwesen der DDR.
- 1981–1990 Mitglied  des Wissenschaftlichen Rates für Archäologie und alte Geschichte bei der Akademie der Wissenschaften der DDR.
- Seit 1977 Mitglied  im Bezirksmuseumsrat  beim Rat des Bezirkes Halle (Saale).
- Seit 1988 Mitglied im Beirat für Stadtgestaltung der Stadt Halle (Saale).
- 1987–1991 Mitglied des Redaktionskollegiums der „Zeitschrift für Archäologie“.
- 1981–1990 Mitglied  des Redaktionskollegiums der Zeitschrift „Ausgrabungen und Funde“.

## Ehrungen
- 1989 Verleihung des Titels „Obermuseumsrat“ durch den Minister für Kultur der DDR.

## Schriften
Kaufmann hat annähernd 250 wissenschaftliche Arbeiten publiziert.

### Monographien
- Wirtschaft und Kultur der Stichbandkeramiker im Saalegebiet (= Veröffentlichungen des Landesmuseums für Vorgeschichte in Halle. Band 30). Deutscher Verlag der Wissenschaften, Berlin 1976.
- mit Sylke Kaufmann: Goethe, der Thüringisch-Sächsische Verein und die Entwicklung der Altertumskunde in den Jahrzehnten nach 1800 (= Beiträge zur Ur- und Frühgeschichte Mitteleuropas. Band 27). Beier & Beran, Weissbach 2001, ISBN 3-930036-51-7.
- Die Rössener Kultur in Mitteldeutschland. Katalog der Rössener und rössenzeitlichen Funde. Altkreise Altenburg bis Gotha (= Veröffentlichungen des Landesamtes für Denkmalpflege und Archäologie Sachsen-Anhalt – Landesmuseum für Vorgeschichte. Band 72/I–II). 2 Bände. Landesamt für Denkmalpflege und Archäologie Sachsen-Anhalt, Landesmuseum für Vorgeschichte, Halle (Saale) 2017, ISBN 978-3-944507-41-5.
- Die Rössener Kultur in Mitteldeutschland. Die rössenzeitlichen Geräte aus Felsgestein (= Veröffentlichungen des Landesamtes für Denkmalpflege und Archäologie Sachsen-Anhalt – Landesmuseum für Vorgeschichte. Band 72/V–VI). 2 Bände. Landesamt für Denkmalpflege und Archäologie Sachsen-Anhalt, Landesmuseum für Vorgeschichte, Halle (Saale) 2020, ISBN 978-3-948618-05-6.

### Herausgeberschaft
- Band 65/1982 bis 75/1992 der Jahresschrift für mitteldeutsche Vorgeschichte.
- Band 35/1982 bis 45/1992 der Veröffentlichungen des Landesmuseums für Vorgeschichte in Halle.
- mit Friedrich Schlette: Religion und Kult in ur- und frühgeschichtlicher Zeit. Akademie-Verlag, Berlin ISBN 3-05-000662-5.
- als Mitherausgeber: Archäologie in der Deutschen Demokratischen Republik. 2 Bände, Theiß, Stuttgart 1989, ISBN 978-3806205312 / Urania, Leipzig/Jena/Berlin 1989, ISBN 978-3332003086.

| Personendaten    | Personendaten                    |
| ---------------- | -------------------------------- |
| NAME             | Kaufmann, Dieter                 |
| KURZBESCHREIBUNG | deutscher Prähistoriker          |
| GEBURTSDATUM     | 11. November 1941                |
| GEBURTSORT       | Misdroy, Landkreis Usedom-Wollin |